# Sabellacheres antarcticus
Sabellacheres antarcticus is een eenoogkreeftjessoort uit de familie van de Gastrodelphyidae. De wetenschappelijke naam van de soort is voor het eerst geldig gepubliceerd in 2012 door Suárez-Morales & Boxshall.